# Vése
Vése egy község Somogy vármegyében, a Marcali járásban.

## Fekvése
Somogy vármegye nyugati részén fekszik. A közvetlenül határos települések: északkelet felől Tapsony, kelet felől Böhönye, délkelet felől Segesd, dél felől Somogyszob, délnyugat felől Kaszó, nyugat felől Inke, északnyugat felől pedig Nemesdéd.
Legfontosabb megközelítési útvonala a 61-es főút, mely keresztülhalad a lakott területén kelet-nyugati irányban, ezen érhető el Böhönye és Inke felől is. Nemesdéddel és Nemesviddel a 6816-os út köti össze, mely a központjában ágazik ki a főútból északnyugat felé.
A többi környező községgel nincs közvetlen közúti összeköttetése, illetve vasútvonal sem érinti.

## Története
A hely, ahol ma Vése áll, igen régóta lakott, területéről több értékes régészeti lelet is előkerült: egy ismeretlen korú vaszabla (ma a Darnay-gyűjtemény része), egy kora vaskori, ma Tátikapusztán található tumulusból származó bronzbetétes díszítésű edény (Magyar Nemzeti Múzeum), valamint 1981-ben a Rákóczi u. 26.-ból egy középkori mázas tál, egy csiszolókő és állatcsontok. A közeli Merkepusztán kolostormaradványt tártak fel.
A település neve személynévből keletkezett, mivel a falu Árpád-kori birtokosát Vésének (régi írásmóddal Vehsének) hívták. Ez a személynév először 1211-ben fordult elő magyar oklevélben, ebben az alakban. A falu nevét az első oklevelekben Veyteh, Weyteh (1284), Veyceh (1283?), illetve Veyse (1331), Wese (1477), később Vise, Visse, Visze és Vésse formában is írták. A mai alakot a 18. század közepétől használják. A falu egykori birtokosai, a Wésseyek, akik bizonyíthatóan a 15. századtól birtokolják a községet, ugyancsak a 18. századtól írják így a nevüket.
Bár létezik egy 1283-ra datált, IV. Lászlónak tulajdonított adománylevél is, amelyben megemlítik Vését, de az újabb kutatások szerint ez a levél hamis, így a községről az első hiteles adat csak egy évvel későbbről, 1284-ből származik: a királynéi tárnokok birtokában álló települést Erzsébet királyné ekkor adományozta Tamás váci püspöknek és testvéreinek, akiktől a Vésseyek származtatják magukat. Az 1332–1337. évi pápai tizedjegyzék szerint már plébániája is volt.
Az 1534. évi királyi adóösszeírás 13 portát tüntet föl Vésén. Ebben az időben a főbb útvonalak elkerülték a települést, de közelében haladtak fontos utak. Az egyik ilyen út Nagybajomtól Kisfaludon, Tapsonyon és Viden át, a másik Nagybajomtól Felsősegesden és Inkén keresztül vezetett Kanizsára és Kiskomáromba.
A törökök először 1545-ben pusztították el Vését, amikor már másodszor támadtak Kanizsa vára ellen. Bár Kanizsát ekkor még nem tudták elfoglalni, de Vésétől néhány kilométerre, Segesden helyőrséget létesítettek, ahol 1618-ban már 444 török katona teljesített ott szolgálatot 16 löveggel. A török megszállás alatt kevesen éltek a faluban, sőt, egy időben maga a falu sem létezett. A 18. században nem csupán a lakosság jelentős mértékű növekedése, hanem ezzel együtt a falu határainak ismételt birtokba vétele is megtörtént. A század első évtizedében még lakatlan Vésén az 1767-es első urbárium szerint 25 jobbágycsalád birtokolt 163 hold szántóföldet, 107 „ember vágó” rétet (körülbelül 90 magyar hold), 24 házas zsellércsalád pedig 7 hold szántót és 7,5 hold rétet. Emellett a földesúr 1771–1772-ben irtásföldeket is megváltott, így a falu megművelt területe a 18. század végére 1344 magyar holdra nőtt, emellett pedig voltak még szőlői, legelői és erdői is. 1857-ben 480 magyar holdnyi terület vált paraszti birtokká 50 család kezén. A Vésseyek a 19. és a 20. században is megtartották gazdasági hatalmukat a községben. A 20. század elején a község lakossága az év nagyobb részében kénytelen volt idénymunkára eljárni, a teljesen nincstelenek pedig az uraság szolgálatába álltak. A tanácsköztársaság idején (ami alatt semmilyen rendbontás nem történt, az élet zavartalanul folyt tovább) a nagybirtokot Vésén is szövetkezetté alakították: ez a szövetkezet tavasztól augusztusig működött.
Az 1945-ös földosztás két szakaszban ment végbe. Ebben az évben még egyes birtokosok kezén megmaradt a nagybirtok, de 1946-ban megkezdődött és március 5-én be is fejeződött végleges földosztás, amit egy 9-tagú bizottság végzett, Kálmán György elnök vezetésével. Megközelítőleg 3400 katasztrális hold földet osztottak ki 340 család között, így gyakorlatilag minden igénylő földhöz jutott Vésén. Az egyéni gazdálkodás 1955-ig folyt a faluban, de ekkor megalakult az első termelőszövetkezet, ami Dózsa György nevét vette fel. A terület szétszórtsága, a tagság nem kielégítő hozzáállása és a vezetés járatlansága nem hozta meg a várt eredményeket, ezért hamarosan már három téesz működött: a Dózsa, a Táncsics és a Petőfi. Az 1956-os események hatására a téeszek felbomlottak, a tagság széthordta a berendezéseket, a gépeket és az állatokat. A forradalom fővárosi és országos eseményei itt is éreztették hatásukat: megválasztották a „Nemzeti Tanácsot”, megszervezték a fegyveres nemzetőrséget, valamint kimondták a téeszek feloszlatását és a tagosítások hatálytalanítását. 1957 tavaszán a földterületeket újraparcellázták, és a földhöz jutott embereket az okozott károk megtérítésére kötelezték. A központi intézkedések hatására 1958-ban ismét megkezdődött a termelőszövetkezetek szervezése: szeptember 18-án 30-35 család részvételével meg is alakult a Búzakalász Tsz, amelynek elnöke Szabó József lett. 1959 tavaszán szintén központi elképzelések alapján tovább kellett folytatni a „szocialista nagyüzem” kialakítását. Ekkor alakult meg az Új Élet Tsz. Ez a két „szocialista nagyüzem” aztán később egyesült, 1960-tól a falu lényegében minden földbirtokos családja belépett. Azonban ez az egyesülés sem hozott gyors eredményt, sőt, olyan év is volt, amikor a tagoknak kellett fizetniük, nemhogy ők kaptak volna valamit. 1966-tól új téesz-vezetőség kezdte meg munkáját, 1969-ben pedig a vései téesz egyesült a nemesdédivel, később a varászlóival, majd 1975-ben csatlakozott hozzájuk a nemesvidi termelőszövetkezet is. A rosszul működő szövetkezetben a fiatalság azonban továbbra sem találta meg a számításait, ezért sokan vállaltak munkát a családjuktól távol és telepedtek le máshol.
A horvátországi Kórógy lakói hét éven keresztül kicsit „vései lakosok” is voltak, amikor a településen kialakított menekülttáborban éltek 1991-től 1998-ig. Ekkor alakult ki egész életre szóló barátság számos vései és kórógyi ember között. Azóta már hivatalossá is vált ez a kapcsolat: a két község vezetői testvértelepülési viszonyt alakítottak ki egymással. Amikor 2002-ben Orbán Viktor, a Magyar Köztársaság miniszterelnöke felavatta a Magyar Állam segítségével felújított Kórógyi református templomot, az ünnepségen részt vettek Vése küldöttei is.

### A Véssey család története
A községről és a Véssey családról az első hiteles adat 1284-ből való. A terület a királyné, pontosabban a királynéi tárnokok birtoka volt. Ekkor adományozta Erzsébet királyné (IV. László király anyja) Tamás váci püspöknek és testvéreinek, akiktől a Vésseyek származtatták magukat. A család a 20. század elejéig birtokolta ezt a földet. A falu neve a 18. század közepétől használatos a mai alakban. A Véssey család szintén a 18. századtól írja így a nevét. Kastélyuk Szőcsényben volt, Vésén intézőjük lakott. Leszármazottaik közül többen a vései temetőben vannak eltemetve a családi kriptában.
A török megszállás idején feltehetően Szigetvár eleste után a Vésseyek elhagyták a falut, és a Vas vármegyei Szent Ivánfán (ma Uraiújfalu része) telepedtek le. A török uralma alatt, s kiűzésük után Vése elnéptelenedett. Az első lakosok 1720 táján jöhettek. Visszatért a Véssey család is, amely a reformáció idején lutheránussá lett, így családi összeköttetéseiben a vallásazonosságot keresvén a vármegyén kívül házasodott. A családi kapcsolatok hiánya okozta, hogy a vármegye életében a 18. század végéig nem szerepeltek.
A Véssey család jelentős tagja Véssey István, akinek Vése benépesítése és újjáépítése köszönhető. Ő tette közzé 1732-ben Szent Ivánfán az ott élő parasztokhoz azt a felhívást, amelyben kedvezményeket ajánlott azoknak, akik Vésére jönnek letelepedni.
Somogy közéletében jelentős szerepet vállalt az 1860-ban meghalt Véssey Lajos, aki Somogy vármegye főjegyzője volt.
Sokat tett Véséért Véssey Mihály is, aki a faluban élt és fontosnak tartotta a község fejlesztését. 1872-ben Véssey Mihály és a niklai Berzsenyi család támogatásával épült újjá az evangélikus templom, amely ma is áll. 1878-ban ugyancsak Véssey Mihály támogatásával és felügyelete alatt épült fel a két tantermes iskola, amely ma kultúrházként működik. A régi iskolaépületből ekkor lett tanítólakás. Az öregek visszaemlékezése szerint a helybeliek szerették és tisztelték Véssey Mihályt. Tiszteletük jeléül róla nevezték el a mai Rákóczi utcát, s emelték az iskolánk parkjában álló emlékművet.
Ő volt az utolsó Véssey, aki a faluban élt, s aki otthonának érezte e helyet, az iskolát is ezért nevezték el róla.

## Közélete

### Polgármesterei
- 1990–1992: Csatár Ferenc (független)[5]
- 1992–1994:  Balázs Tibor  (független)
- 1994–1998: Bertók László (Fidesz)[6]
- 1998–2002: Bertók László (Fidesz)[7]
- 2002–2006: Bertók László (Fidesz)[8]
- 2006–2010: Bertók László (Fidesz)[9]
- 2010–2014: Bertók László (Fidesz-KDNP)[10]
- 2014–2019: Bertók László (Fidesz-KDNP)[11]
- 2019−2024: Bertók László (Fidesz-KDNP)[12]
- 2024− : Bertók László (Fidesz-KDNP)[1]

A településen 1992. november 29-én időközi polgármester-választás zajlott.

## Népesség
A település népességének változása:
| Lakosok száma | 758  | 763  | 740  | 719  | 702  | 703  | 680  |
|               | 2013 | 2014 | 2015 | 2021 | 2022 | 2023 | 2024 |

A 2011-es népszámlálás során a lakosok 90,8%-a magyarnak, 1,1% cigánynak mondta magát (9,1% nem nyilatkozott; a kettős identitások miatt a végösszeg nagyobb lehet 100%-nál). A vallási megoszlás a következő volt: római katolikus 56,5%, református 1,3%, evangélikus 19,3%, felekezeten kívüli 4,2% (16,8% nem nyilatkozott).
2022-ben a lakosság 84,9%-a vallotta magát magyarnak, 4,7% németnek, 1,9% cigánynak, 0,1% szerbnek, 0,6% egyéb, nem hazai nemzetiségűnek (11,1% nem nyilatkozott; a kettős identitások miatt a végösszeg nagyobb lehet 100%-nál). Vallásuk szerint 36,6% volt római katolikus, 13,4% evangélikus, 1,1% református, 0,3% egyéb keresztény, 2,4% egyéb katolikus, 8,5% felekezeten kívüli (37,6% nem válaszolt).

## Nevezetességei
- Hencz-kastély

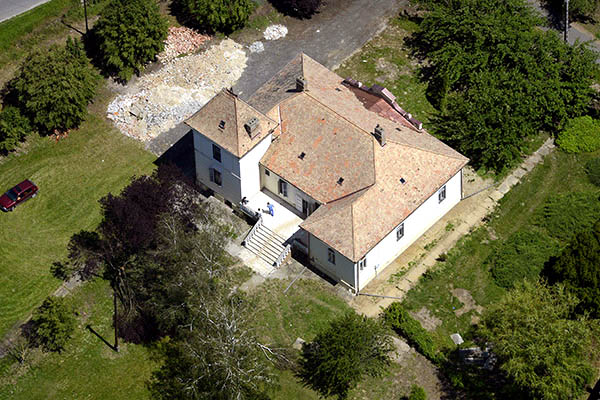
A Hencz-kastély

- Vésén és környékén jelentős vadászterület helyezkedik el. A vidék uralkodó nagyvadja a gímszarvas. Ugyancsak nagy számban fordul elő az őz és a vaddisznó, de található fácán, fogoly és nyúl is.
- 2015-től kezdve a katolikus templom melletti parkban úgynevezett „tündérkertet” alakítottak ki, ahol több mint 60-féle őshonos magyar fajtájú körte-, szilva-, cseresznye-, barack- és almafa áll.[16]

## Híres emberek
- Itt született 1935. december 6-án Bertók László Kossuth-díjas író, költő.